# Runyon Canyon Park
Runyon Canyon Park est un jardin public d'une superficie de 65 hectares, situé dans le quartier de Hollywood à Los Angeles. Il est géré par le Los Angeles Department of Recreation and Parks.

## Histoire
Runyon Canyon Park a été acheté en 1984 par la Santa Monica Mountains Conservancy (en) et la ville de Los Angeles. 

## Lieux de Runyon Canyon Park
Le parc dispose d'un important réseau de chemins de randonnées. Le point culminant du parc, connu sous le nom d'Indian Rock, s'élève à 402 mètres.

## Criminalité
La sécurité du parc est assurée par la LAPD des secteurs de Hollywood et de North Hollywood. La zone du parc connaît peu de crimes.